# Ronda Rousey
Ronda Jean Rousey, född 1 februari 1987 i Riverside, Kalifornien, är en amerikansk MMA-utövare, skådespelare och olympisk bronsmedaljör i judo i Peking 2008. Rousey tävlar i organisationen Ultimate Fighting Championship där hon var mästare i bantamvikt mellan december 2012 och november 2015. Hon var tidigare mästare i organisationen Strikeforce. Rousey har medverkat i filmerna The Expendables 3 och Fast & Furious 7. I början av 2018 skrev Rousey på ett kontrakt med World Wrestling Entertainment (WWE).

## Tävlingsfacit
| Resultat | Facit | Motståndare     | Metod                        | Evenemang                       | Datum            | Rond | Tid  | Plats          | Notering                                                      |
| -------- | ----- | --------------- | ---------------------------- | ------------------------------- | ---------------- | ---- | ---- | -------------- | ------------------------------------------------------------- |
| Förlust  | 12–2  | Amanda Nunes    | TKO (slag)                   | UFC 207                         | 30 december 2016 | 1    | 0:48 | Las Vegas      | Titelmatch i bantamvikt.                                      |
| Förlust  | 12–1  | Holly Holm      | KO (spark och slag)          | UFC 193                         | 14 november 2015 | 2    | 0:59 | Melbourne      | Förlorade titeln i bantamvikt.                                |
| Vinst    | 12–0  | Bethe Correia   | KO (slag)                    | UFC 190                         | 1 augusti 2015   | 1    | 0:34 | Rio de Janeiro | Titelförsvar i bantamvikt.                                    |
| Vinst    | 11–0  | Cat Zingano     | Submission (straight armbar) | UFC 184                         | 28 februari 2015 | 1    | 0:14 | Los Angeles    | Titelförsvar i bantamvikt.                                    |
| Vinst    | 10–0  | Alexis Davis    | KO (slag)                    | UFC 175                         | 5 juli 2014      | 1    | 0:16 | Las Vegas      | Titelförsvar i bantamvikt.                                    |
| Vinst    | 9–0   | Sara McMann     | TKO (knä)                    | UFC 170                         | 22 februari 2014 | 1    | 1:06 | Las Vegas      | Titelförsvar i bantamvikt.                                    |
| Vinst    | 8–0   | Miesha Tate     | Submission (armbar)          | UFC 168                         | 28 december 2013 | 3    | 0:58 | Las Vegas      | Titelförsvar i bantamvikt.                                    |
| Vinst    | 7–0   | Liz Carmouche   | Submission (armbar)          | UFC 157                         | 23 februari 2013 | 1    | 4:49 | Anaheim        | Titelförsvar i bantamvikt.                                    |
| Vinst    | 6–0   | Sarah Kaufman   | Submission (armbar)          | Strikeforce: Rousey vs. Kaufman | 18 augusti 2012  | 1    | 0:54 | San Diego      | Titelförsvar i bantamvikt. Titeln överfördes senare till UFC. |
| Vinst    | 5–0   | Miesha Tate     | Submission (armbar)          | Strikeforce: Tate vs. Rousey    | 3 mars 2012      | 1    | 4:27 | Columbus       | Blev Strikeforce-mästare i bantamvikt.                        |
| Vinst    | 4–0   | Julia Budd      | Submission (armbar)          | Strikeforce Challengers 20      | 18 november 2011 | 1    | 0:39 | Las Vegas      |                                                               |
| Vinst    | 3–0   | Sarah D'Alelio  | Teknisk submission (armbar)  | Strikeforce Challengers 18      | 12 augusti 2011  | 1    | 0:25 | Las Vegas      |                                                               |
| Vinst    | 2–0   | Charmaine Tweet | Submission (armbar)          | HKFC: School of Hard Knocks 12  | 17 juni 2011     | 1    | 0:49 | Calgary        |                                                               |
| Vinst    | 1–0   | Ediane Gomes    | Submission (armbar)          | KOTC: Turning Point             | 27 mars 2011     | 1    | 0:25 | Tarzana        |                                                               |